# Davorin Bogović
Davorin Bogović (Zagreb, 23. ožujka 1960.) je hrvatski rock pjevač, najpoznatiji po svom djelovanju u sastavu Prljavo kazalište.
Jedan je od osnivača sastava Prljavo kazalište. Zajedno je sa Zoranom Cvetkovićem (solo gitara), Ninom Hrastekom (bas-gitara) i Tihomirom Filešom (bubnjevi), svirao u sastavu pod imenom 'Ciferšlus'. 1977. godine, pridružuje im se Jasenko Houra i tada mijenjaju ime u Prljavo kazalište.
Nakon što je 1985. godine napustio Prljavo kazalište, osnovao je sastav pod imenom 'Davorin i Bogovići' s kojim je 1998. objavio jedan studijski album Sretno dijete.
2008. godine bio je sudionik reality showa Farma, koji je prikazivan na Novoj TV. U petom tjednu sudjelovanja, izgubio je dvoboj od Alena Macinića i napustio Farmu.

## Životopis
Davorin Bogović rođen je 23. ožujka 1960. godine u Zagrebu. Odrastao je u Dubravi u Pavelićevu naselju. Bio je sin jedinac rastavljenih roditelja i živio je sa svojom majkom (Božena), koja je preminula 2007. godine. Pohađao je OŠ 'Marija Jurić Zagorka' (OŠ 8.maj) i nekoliko srednjih škola, VII. gimnaziju, srednju kemijsku, gimnaziju u Kušlanovoj i Držičevoj ali i srednju glazbenu.  
Oženjen je suprugom Zvonkom s kojom ima dva sina, Domagoja (1991.) i Karla (1993.).

## Glazbena karijera

### Rano doba
Dok je pohađao osnovnu školu Mariju Jurić Zagorku, Bogović je pjevao pjesme Beatlesa i Kinksa. Kasnije, u višim razredima, družio se s Ninoslavom Hrastekom, Marijanom Brkićem, Hazimom Kardaševićem, Željkom Pervanom i drugima s kojima je svirao gitaru i pjevao.
1976. godine zajedno sa Srećkom Šćepovićem, Zoranom Cvetkovićem i Ninoslavom Hrastekom osniva svoj prvi rock-sastav pod imenom 'Ciferšlus'. 1977. godine Cvetković u sastav dovodi gitarista Jasenka Houru. Tada dolazi do promjena u sastavu i osnivaju novu skupinu kojoj daju ime Prljavo kazalište.

### Prljavo kazalište
Prljavo kazalište osnovano je 1977. godine, a Davorin Bogović u sastavu nastupa kao vokal. 
Svoj prvi materijal, maksi-singl s tri skladbe "Televizori", "Majka" i "Moje Djetinjstvo", objavili su 1978. godine. Skladbe su potpisane kao zajednički autorski rad benda. Ploču je odsvirala prva, osnivačka postava. Iako su na omotu singla promovirali punk, glazba umnogome podsjeća na tradicionalni rock. Naslovna pjesma je jedan od najznačajnijih uradaka Prljavog kazališta, ali je zbog prelaska grupe iz Jugotona u Suzy, ubrzo pala u zaborav. Objavljena je ponovno na kasetnoj verziji uživo albuma Sve je lako kad si mlad – live (na D strani, na kojoj se nalaze studijski bonusi iz razdoblja dok je pjevač grupe bio Bogović), kao i na kompilaciji koja također nosi naziv Sve je lako kad si mlad '77-'99 (prva pjesma na prvom CD-u iz set-boxa od četiri CD-a, objavljenom u zajedničkom izdanju CBS-a i Suzyja 2001. godine). 
U to vrijeme slijede prvi nastupi i osnivanje hrvatske novovalne scene. 
Godine 1979. objavljuju singl s dvije skladbe, "Moj je otac bio u ratu", koju su napisali Houra i Cvetković, i "Noć", koju potpisuje Houra. 
U sastav 1979. godine dolazi gitarista Marijan Brkić. Iste godine snimaju svoj prvi studijski album pod nazivom Prljavo kazalište. Album postaje velikim hitom i po mišljenju glazbenih kritičara najbolji je prvijenac u povijesti hrvatskog rock and rolla. Album je odsviran u punk-maniri (primjetan je utjecaj Sex Pistolsa) i sadrži pjesme koje se bave temama odrastanja i puberteta, te izrazitom društvenom kritikom. Na albumu se nalazi jedanaest pjesama, među kojima su pjesme "Ja sam mladić u najboljim godinama", "Subotom uveče" i "Sretno dijete" nezaobilazne pri sastavljanju bilo koje ozbiljne kompilacije najvećih hitova ovog benda. Društveno-socijalne skladbe poput "U mojoj općini problema nema", "Veze i poznanstva", "Čovjek za sutra" i "Što je to u ljudskom biću što ga vodi prema piću" dobile su na popularnosti znatno kasnije. Također, kada se govori o ovom albumu, ne mogu se zaobići pjesme "Neki dječaci" (bavi se homoseksualizmom) i "Na posljednjoj tramnvajskoj stanici". Omot ovog albuma koji je izradio poznati hrvatski grafičar Mirko Ilić i danas svi pamte po crvenom jeziku probušenom sigurnosnom iglom. 
Godine 1980. odlaze u Milano gdje snimaju svoj sljedeći album Crno-bijeli svijet, na kojemu Bogović u istoimenoj skladbi izvodi popularni stih: "Moje je ime Davorin Bogović, a ovo sve oko mene je crno-bijeli svijet.", stih koji će ga baciti u samu orbitu popularnosti. Album sadrži deset pjesama među kojima su, uz naslovnu, značajne pjesme "Moderna djevojka", "Zagreb", obrada "17 ti je godina tek", te skladba "Mi plešemo" (koja je i danas značajan čimbenik u koncertnom repertoaru Prljavog kazališta), premda i ostale, manje poznate pjesme zaslužuju pažnju. Album je, isto kao i prethodni, isproducirao Ivan Piko Stančić, i jedan je od kvalitativno najujednačenijih albuma u cjelokupnoj diskografiji Prljavog kazališta. "Crno-bijeli svijet" je ujedno i jedan od najprodavanijih albuma ove grupe (prodan je u tiražu od preko 100.000 primjeraka) i doveo ih je na sam vrh popularnosti. Prevladavajući stil na albumu je ska. 
Može se bez pretjerivanja reći da ovaj album (koji je inače promoviran po čitavoj bivšoj Jugoslaviji) predstavlja sam zenit Bogovićeve karijere. U to vrijeme Bogović je na sve moguće načine izbjegavao odlazak na odsluženje vojnoga roka, što mu je na kraju i uspjelo.
Bogović je u to vrijeme živio vrlo buntovničkim životom. Često se s društvom odlazio provoditi na more, a zbog jednog takvog, propustio je snimanje sljedećeg albuma Heroj ulice (kojeg je otpjevao Jasenko Houra). Houra i ostali članovi sastava bili su vrlo nezadovoljni njegovim postupkom, ali s vremenom su mu oprostili i Bogović se vraća u sastav. O ovome, Davorin Bogović u jednom intervjuu govori na sljedeći način:
Iako neosporne kvalitete, album "Heroj ulice" u razdoblju neposredno nakon objavljivanja nije zabilježio veći uspjeh. Razlog tomu je što publika, koja je očekivala nastavak "Crno-bijelog svijeta", nije prihvatila novi stil (rockabilly, te utjecaj Springsteena i Collinsa), a nije u prvi mah prihvatila ni Jasenka Houru u ulozi pjevača. Tek u kasnijem razdoblju, ovaj će album od publike dobiti zasluženo priznanje.
Naredni album Korak od sna snimljen je 1983. godine. Ulogu glavnog vokala ponovno dobiva Davorin Bogović. Album sadrži osam pjesama. Nositelj ovog albuma je pjesma "Sve je lako kad si mlad", (po zvuku podsjeća na pjesmu "Should I stay or should I go" kultnog britanskog punk sastava The Clash) koja je ubrzo postala mega-hit. Pored ove pjesme, jedan od najvećih hitova je i naslovna pjesma, a značajne su još i pjesme "Dobar vjetar u leđa", "Stajao sam" i "Čini mi se". Ovo je prvi u nizu albuma Prljavog kazališta, koji je snimljen u izrazitoj pop-maniri. Na albumu se mogu pronaći elementi svih stilova kojim su se dotad bavili i predstavlja svojevrstan nastavak "Crno-bijelog svijeta", ali ujedno i most između tog albuma i "Heroja ulice". Na albumu se kao jedan od pratećih vokala pojavljuje Mladen Bodalec, kome je ovo prva suradnja s Prljavim kazalištem. Veliki nedostatak albuma je to što je, za razliku od prethodna dva albuma koji su snimani u poznatim studijima, producirani od strane značajnih producenata ("Crno-bijeli svijet je snimljen u Milanu i isproducirao ga je Piko Stančić, a "Heroj ulice je snimljen u Švedskoj, a isproducirao ga je Tini Varga), "Korak od sna" je sniman i produciran u Zagrebu (producent je Nenad Zubak, ime neusporedivo manjeg formata od Stančića i Varge), što se negativno odrazilo na kvalitetu zvuka. I pored toga, publika je dobro prihvatila ovaj album.
Davorin Bogović je definitivno napustio Prljavo kazalište 1985. godine, neposredno pred snimanje albuma Zlatne godine. Album je otpjevao Mladen Bodalec, koji je i danas pjevač grupe.
Ponovnu suradnju s Prljavim Kazalištem ostvarit će na snimanju albuma Devedeseta (Suzy, 1990.), na kome je pjevao prateće vokale. Najznačajnija prisutnost Davorina Bogovića na ovom albumu je u pjesmi "Nemoj misliti da se izvlačim", koju je otpjevao u duetu s Jasenkom Hourom, te u pjesmi "Devedeseta", gdje je, uz prateće vokale, jednu dionicu i otpjevao.
Također, nastupio je i na jubilarnom koncertu održanom povodom trideset godina postojanja Prljavog kazališta, održanom 17. siječnja 2009. u zagrebačkoj Areni. Materijal s ovog koncerta objavljen je na "živom" albumu XXX godina.

### Solo karijera
Nakon što je napustio sastav Prljavo kazalište, Bogović je razmišljao da se prestane baviti glazbom, no vrlo brzo je počeo raditi kao glazbeni urednik na radiju 101. Kratko vrijeme surađuje s rock-sastavom Pips, Chips & Videoclips, na njihovoj skladbi "Rock and roll zvijezda", koja se nalazi na albumu Dernjava.
Osniva sastav pod imenom 'Davorin i Bogovići' u kojemu zajedno s njim sviraju još i Albin Zlopaša (gitara), Luka Nekić (gitara), Siniša Radaković (bas-gitara) i Željko Dijaković (bubnjevi). 1998. godine izdaju studijski album Sretno dijete, kojeg objavljuje diskografska kuća Croatia Records. Na albumu se nalazi deset skladbi i, osim dvije koje su prepjev ("Je t'aime (moja voljena, moi non plus)", "Izgubio sam dragu ženu"), sadrži i skladbe koje autorski potpisuju Davorin Bogović, Jasenko Houra, Siniša Radaković i Marijan Brkić. Snimatelj i producent kompletnog materijala je Brkić. Na materijalu nastupaju i brojni gosti od kojih su neki Branko Požgajec (Drugi način), Zorislav Preksavec (Parni valjak), Kristina Rupčić i drugi.
Zajedno sa svojim bratićem Damirom Šabanom napravio je kazališnu predstavu Gustl salon, koju su premijerno izveli 1997. godine. Bogović je autor glazbe, a u predstavi glumi glazbenika, svira harmoniku, gitaru, blok flautu i mali bubanj. Imali su brojne nastupe po europskim gradovima i odnijeli su pobjedu na dva festivala.
Godine 2007. snima singl "Volim nogomet", koji je emitiran kao naslovna pjesma istoimene emisije na drugom programu HRT-a.

## Osobni život
Nakon što je napustio sastav Prljavo kazalište, 1987. godine Bogović je upoznao svoju buduću suprugu Zvonku, s kojom se 12. siječnja 1991. godine i oženio. Iste godine u mjesecu lipnju rodio im se prvi sin Domagoj, a 1993. dobivaju drugog sina Karla. Obojica sinova igraju i treniraju nogomet u NK Tekstilac na zagrebačkim Ravnicama. Supruga Zvonka je medicinski tehničar i radi u laboratoriju na odjelu patologije KB-a "Sestre milosrdnice".

## Diskografija

### Prljavo kazalište
Studijski albumi
1. Prljavo kazalište - Suzy, 1979.
2. Crno-bijeli svijet - Suzy, 1980.
3. Korak od sna - Suzy, 1983.
4. Devedeseta - Suzy, 1990. (Gost u skladbama Nemoj misliti da se izvlačim i Devedeseta, te prateći vokali na nekoliko skladbi)

Live albumi
1. XXX godina - Croatia Records, 2009. (Gost u skladbi Crno bijeli svijet)

Singlovi;
1. "Televizori" - Jugoton, 1978.
2. "Moj je otac bio u ratu" - Suzy, 1979.
3. "Crno-bijeli svijet" - Suzy, 1980.

### Solo
1. Sretno dijete - Croatia Records, 1998.

Singlovi
1. "Volim nogomet", HRT2 - 2007.

## Filmografija
- "Crno-bijeli svijet" kao šljaker (2015.)
- "Zauvijek susjedi" kao Struja i Miki (2008.)

## Vanjske poveznice
- Stranice sastava Prljavo kazalište  Arhivirana inačica izvorne stranice od 12. srpnja 2011. (Wayback Machine)